# Andrée Blouin
Andrée Blouin (16. Dezember 1921 in Bessou, Oubangui-Chari – 9. April 1986 in Paris) war eine zentralafrikanische politische Aktivistin, Bürgerrechtlerin und Autorin. Sie widmete ihr Leben dem Panafrikanismus und der Befreiung Afrikas von den Kolonialmächten.

## Leben und Wirken

### Jugend
Blouin wurde als Andrée Madeleine Gerbillat geboren als ihre Mutter gerade 14 Jahre alt war und ihr französischer Vater 41. Blouins Mutter Joséphine Wouassimba stammte aus Banziri, ihr Vater Pierre Gerbillat war ein Abenteurer, der für ein Import-Export-Unternehmen arbeitete. Ihre Mutter stammte angeblich aus einer lokalen Stammesführer-Familie und ihr Vater war (neben seinem Ruf als Abenteurer) vor allem als französischer Händler unterwegs. Nach eigenen Angaben war er etwa 40 Jahre alt, als er mit der damals 14-jährigen Joséphine in ihrem Dorf zusammentraf. Zu ihren Eltern sollte sie erst im Erwachsenenalter Kontakt aufnehmen.
Als ihr Vater eine Europäerin heiratete, kam die dreijährige Blouin in ein Waisenhaus, wo sie getrennt von ihrer Familie in Brazzaville aufwuchs. Sie schrieb in ihrer Autobiografie, dass dieses Heim „als eine Art Müllschlucker“ für Kinder galt, die aufgrund ihrer Hautfarbe zwischen den gesellschaftlichen Stühlen standen. Es sollten für sie viele schreckliche Jahre unter der Herrschaft der Josefschwestern von Cluny werden, von allen verlassen und von ihren Wurzeln abgeschnitten. Schon als junges Mädchen erlitt sie somit im Waisenhaus Vernachlässigung und Misshandlungen; die Mutter Oberin soll dabei sogar eine Peitsche aus Flusspferdhaut verwendet haben. Laut eigenen Angaben wurde sie in diesem Waisenhaus regelrecht gefoltert und zeitweilig eingesperrt, wobei man ihr die Schuld an der „Sünde“ ihrer Eltern zuschrieb. Trotz aller späteren Distanz hätten ihre Eltern irgendwann eine gewisse Freundschaft aufrechterhalten. Die Nonnen jedoch prägten Blouin ein, sie müsse für die „primitive Natur“ ihrer Mutter und die „Boshaftigkeit“ ihres Vaters büßen. Mit 15 Jahren floh sie aus diesem Internat, nachdem die Ordensschwestern versucht hatten, sie gegen ihren Willen zu verheiraten.

### Familienleben
Mit erst 17 Jahren geriet Blouin in eine Beziehung mit einem belgischen Aristokraten, der sie nach eigenen Aussagen wie eine „afrikanische Konkubine“ behandelte und vor seinen Gästen in der Küche versteckte. Ihren ersten Sohn mit dem belgischen Adeligen soll dieser offiziell nie anerkannt haben. Kurz nach der Geburt des Kindes heiratete er eine weiße Frau in einer sogenannten „Ehe der Würde“. Blouin empfand diese Situation als schmerzhafte Wiederholung der Geschichte ihrer Mutter, die ebenfalls von einem weißen Mann verlassen worden war. Später ging sie eine weitere Beziehung mit einem französischen Geschäftsmann ein, aus der mehrere Kinder stammten, bevor sie 1952 den französischen Ingenieur André Blouin heiratete, mit dem sie nach Guinea zog und zwei weitere Kinder hatte.
Als ihr zweijähriger Sohn im Jahr 1946 an Malaria erkrankte, Blouin lebte zu diesem Zeitpunkt in Bangui, der Hauptstadt der französischen Kolonie Ubangi-Schari, verweigerte die französische Kolonialverwaltung den Zugang zur nötigen Medizin, da diese nur Europäern zustand; ihr Kind erlag der Krankheit. Hierzu äußerte sie sich einmal:

„Der Tod meines Sohnes hat mich politisiert wie nichts anderes. […] Der Unterschied zwischen meiner neuen Überzeugung und der alten war eine Frage der Klarheit des Sehens. […] Als ich meinen sonnengebräunten kleinen Jungen verlor, sah ich endlich das Muster, das meinen eigenen Schmerz mit dem meiner Landsleute verband und wusste, dass ich handeln musste. Ich begann eine Kampagne gegen das berüchtigte Chinin-Gesetz.“

### Einsatz für die Unabhängigkeit
Ihr zunächst kleinbürgerliches Leben an der Seite ihres zweiten Mannes, André Blouin, wurde 1958 unterbrochen, als sie sich dem guineischen Zweig der panafrikanischen Rassemblement Démocratique Africain (RDA) unter dem charismatischen Ahmed Sékou Touré anschloss. In ihrer Autobiografie schildert Blouin eine Szene, in der sie ein Foto von Sékou Touré in einem Geschäft sah, das mit dem Satz „Warum stehst du noch auf der anderen Seite?“ untertitelt war. Tief erschüttert habe sie sich daraufhin spontan zu einem klaren Bekenntnis entschlossen: „Nein, ich bin bei euch! Ich bin auf eurer Seite!“ Von diesem Moment an war sie fest entschlossen, sich der Befreiungsbewegung anzuschließen. Das Referendum über Guineas Unabhängigkeit von Frankreich war mit der Frage verbunden, ob das Land weiterhin wirtschaftliche, diplomatische und militärische Beziehungen zu Frankreich unterhalten sollte. Im Auftrag des RDA fuhr Blouin quer durchs Land, um Menschen für ein „Nein“ in dieser Frage zu mobilisieren, damit Guinea seine vollständige Unabhängigkeit erlangen könne. Guinea stimmte 1958 schließlich für die völlige Loslösung von Frankreich, und Sékou Touré wurde der erste Präsident.
Blouin spielte eine zentrale Rolle bei der Mobilisierung der weiblichen Bevölkerung und gründete Frauenflügel in verschiedenen Parteien; sie betonte stets, dass die Befreiung Afrikas untrennbar mit der Befreiung der afrikanischen Frau verbunden sei.
Mit dem Wissen um die Gräueltaten der französischen Kolonialisten organisierte sie im belgisch beherrschten Teil Kongos eine Graswurzelbewegung und konnte Frauen zum Protest gegen den Kolonialismus bewegen. Sie unterstützte zudem den neuen Präsidenten der Zentralafrikanischen Republik, Barthélemy Boganda, indem sie ihn erfolgreich zur Entschärfung einer diplomatischen Krise mit dem Nachbarland Kongo-Brazzaville bewegte. Sie stieg zum engsten Kreis um Patrice Lumumba auf, beriet aber auch Kwame Nkrumah (Ghana) und Ahmed Sékou Touré (Guinea), und somit mehrere antikoloniale Leitfiguren, sodass sie sich mit gleich drei Kolonialmächten anlegte. Darüber hinaus knüpfte sie Kontakte zu weiteren führenden Politikern der Unabhängigkeitsbewegungen in Afrika, unter anderem in Algerien, der Elfenbeinküste und Mali. So war sie mit Algeriens erstem Präsidenten Ahmed Ben Bella in Kontakt und traf ihn mehrmals nach dessen Amtsantritt.
In der internationalen Presse wurde sie als „Muse von Lumumba“ bezeichnet. In belgischen Geheimdienstprotokollen wurde sie sowohl als Geliebte mehrerer Unabhängigkeitsführer als auch als militante, gefährliche Fanatikerin beschrieben, die weder an Sex noch an Geld interessiert war.
Die belgische Kolonialmacht ließ sie außer Landes bringen. Auf dem Weg ins Flugzeug wurde sie von einem Kolonialbeamten gefragt, ob sie eine Rückkehr in den Kongo plane; sie antwortete mit der Gegenfrage, ob er plane, den Kongo zu verlassen. In ihrer Frisur hatte sie bei ihrem Flug nach Rom ein Dokument mit den Unterschriften afrikanischer Politiker versteckt; ihr Plan war es, in Rom eine Pressekonferenz zu organisieren. Dies wurde jedoch durch ein geplantes Attentat auf sie vereitelt, worauf sie nach Guinea floh.
Lumumba hatte sie als „Chief of Protocol“ und Redenschreiberin eingesetzt; die Presse nannte das Team um den ersten Premierminister des unabhängigen Kongos „Lumum-Blouin“. Westliche Medien und Diplomaten spekulierten damals, Blouin sei eine sowjetisch geschulte „kommunistische Infiltratorin“. Sie selbst beschrieb sich jedoch als Sozialistin und „afrikanische Nationalistin“, die sich vehement gegen jegliche koloniale Unterdrückung stellte. Nach der Ermordung Lumumbas im Kongo wurde Blouin zum Tode verurteilt und floh abermals, diesmal nach Paris.

### Exil in Paris
Im Jahr 1973 wurde sie von ihrem Ehemann geschieden und sie lebte bis zu ihrem Tod im Exil. Nach der Trennung von ihrem Mann zog sie in eine kleine Wohnung am Pariser Stadtrand, wo sie zahlreichen afrikanischen Linken und Oppositionellen Unterschlupf gewährte. Als Folge der Machtübernahme durch Joseph Mobutu wurden ihre in Kongo lebende Familie und ihre Kinder zeitweise als „Geiseln“ festgehalten, um zu verhindern, dass sie öffentlich über die Lage im Land sprach. Schließlich gelang es ihnen, gemeinsam zunächst nach Algerien zu fliehen, wo sie von Präsident Ben Bella Aufnahme fanden, und später nach Paris überzusiedeln.
Rückblickend zeigte sich Blouin desillusioniert, als Belgien die Staatskassen des unabhängigen Kongo beinahe vollständig geleert hatte und Lumumba 1961 mit Billigung externer Mächte ermordet wurde. Sie schrieb in ihren Memoiren bitter, dass „nicht allein die Europäer, sondern auch Afrikaner selbst“ die afrikanische Freiheitsbewegung torpediert hätten. Sie sah in Intrigen unter afrikanischen Politikern eine zerstörerische Kraft, welche den Kolonialmächten in die Hände spielte.
Ein Journalist fragte Blouin einmal, ob sie Kommunistin sei; sie antwortete: „Kleine Dummköpfe mögen mich so nennen, wie sie wollen. Ich bin eine afrikanische Nationalistin.“ Über die Jahre blieb sie ihren frühen Weggefährten aus den antikolonialen Kämpfen loyal, auch wenn einige von ihnen – wie Sékou Touré – später ein repressives Regime führten. Ihren tiefen Pessimismus über die politische Entwicklung vieler afrikanischer Staaten äußerte Blouin zuletzt deutlich, als sie 1984 bei einer Kongokonferenz in Paris eine Schweigeminute für den hingerichteten Rebellenführer Pierre Mulele forderte und damit zahlreiche Teilnehmer vor den Kopf stieß.

### Tod und Nachleben
In den letzten Zeilen ihrer Autobiografie beschrieb sie, wie sehr sie es schmerze, dass nicht nur die äußeren Kolonialmächte Afrika ausgebeutet hätten, sondern auch interne Rivalitäten und die Gier mancher afrikanischer Führer eine große Rolle spielten: „Wenn ich zurückblicke, glaube ich, dass das Schwerste, was wir während des langen Kampfes um eine lebensfähige Staatlichkeit ertragen mussten, die Erkenntnis war, dass es nicht die Außenstehenden waren, die Afrika am meisten geschadet haben, sondern der verstümmelte Wille des Volkes und der Egoismus einiger unserer eigenen Führer.“
Blouin starb am 9. April 1986 in Paris; sie hatte zuletzt die Einnahme von Medikamenten gegen ihre Krebserkrankung verweigert und war tief enttäuscht über das Ausbleiben der erhofften Befreiung Afrikas von Korruption, Klientelismus und Diktatur.
In Kinshasa, der Hauptstadt der Demokratischen Republik Kongo, befindet sich heute ein Kulturzentrum, das ihren Namen trägt und Bildungs- sowie Filmprogramme mit einem dezidiert panafrikanischen Ansatz anbietet.

## Schriften
- My Country, Africa. Autobiography of the Black Pasionaria, autobiography with Jean MacKellar. Praeger, New York, 1983, ISBN 978-0030627590.
- My Country, Africa: Autobiography of the Black Pasionaria. Introduction by Adom Getachew and Thomas Meaney. Contributions by Jean Mackellar, Verson, London 2025, ISBN 978-1839768712.